# 土城子满族朝鲜族乡
土城子满族朝鲜族乡（中国朝鲜语：／）是中华人民共和国吉林省吉林市昌邑区下辖的一个民族乡。

## 行政区划
土城子满族朝鲜族乡下辖以下村级行政区划单位：
土城子村、永兴村、油坊村、巴虎村、蔡屯村、口钦村、梅家村、前苇村、渔楼村、聂司马村、五家子村和曾通村。